# Museu de percurso

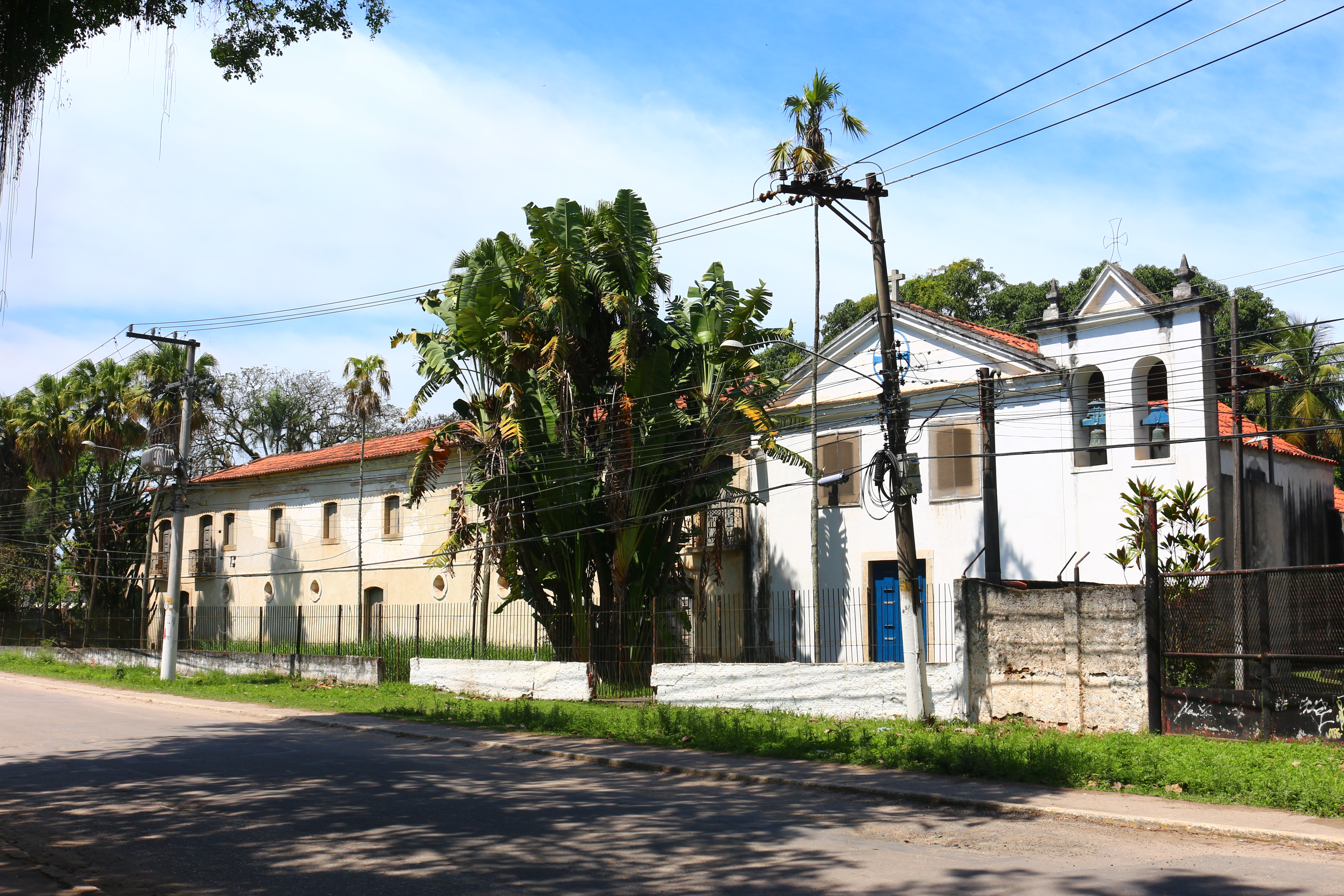
Casa grande e capela da Fazenda de São Bento, um dos marcos do museu de percurso Museu Vivo do São Bento, em Duque de Caxias

Museu de percurso é um tipo de museu a céu aberto que, diferente dos museus convencionais — uma coleção de objetos reunida em um edifício especial —, se caracteriza como um conjunto disperso de patrimônios materiais e imateriais composto de diferentes elementos da paisagem urbana e/ou natural, nos quais foram identificados significados, histórias e memórias interligados, realizando-se a experiência com esse acervo ao longo de um itinerário programado, por isso a denominação "de percurso". 

## Origem
A ideia de museus fora de espaços confinados é recente, e está relacionada à percepção de territórios como portadores de valores e significados ligados à história e merecedores de atenção e estudo. Sua evolução se deu a partir da expansão conceitual propiciada pela Nova Museologia e a Museologia Social, ampliando o entendimento do que é um museu e passando a olhar para espaços e estruturas que antes não atraíam o interesse dos museólogos, como estradas de ferro, fábricas, escolas, ruas, cinemas, fazendas, minas. Na década de 1970 começaram a ser articulados os ecomuseus e museus comunitários, que levaram à incorporação de conceitos relativos aos territórios e suas comunidades, influenciando uma nova valoração dos lugares e das populações que neles habitam e os transformam, e com eles se identificam, numa perspectiva eminentemente relacional e processual. A definição original de 1971 de Hugues de Varine para os ecomuseus já contém a essência dos desenvolvimentos posteriores dos museus de percurso: 
"Museu aberto, interdisciplinar, apresentando o homem no tempo e no espaço, no seu ambiente natural e cultural, convidando a totalidade de uma população a participar do seu próprio desenvolvimento por diversos meios de expressão, baseados essencialmente na realidade dos sítios, edifícios, objetos, coisas reais que falam mais que as palavras ou as imagens que invadem a nossa vida".
Seu aparecimento também está ligado à transformação dos museus convencionais em instrumentos de mudança social e à visão dos patrimônios como posses dos povos. Não por acaso diversos museus de percurso nasceram para resgatar histórias de conflito social ou de resistência, associados às lutas por cidadania, reconhecimento, representatividade e preservação de identidade.

## Atributos e potenciais
Sua conceituação ainda não é muito clara, persistindo um vivo debate sobre suas características e funções específicas, podendo ser considerados idênticos ou não aos museus de território, museus de rua, rotas culturais, museus comunitários e ecomuseus, tendo todos eles muitos elementos em comum, mas em cada caso, conforme o acervo que reúnem e o objetivo que pretendem alcançar, podem ser entendidos de maneiras diferenciadas.
Para Carvalho & Macedo, por exemplo, os museus de percurso são um sub-tipo dos museus de território ou de resistência. Chagas et al., ao estudarem o Museu Vivo do São Bento, o descrevem ao mesmo tempo como museu de percurso, museu de território e ecomuseu, mas reiteram que todas essas múltiplas categorias têm muitos pontos de contato entre si e muitas vezes seus exemplos nasceram de necessidades semelhantes, e acrescentam que "boa parte desses museus desconhece as teorias e práticas museológicas convencionais, bem como a cadeia operacional dos museus e, no entanto, desenvolvem trabalhos importantes na proteção e divulgação de seus patrimônios e memórias". O próprio Museu Vivo do São Bento se autodefine como ecomuseu de percurso. Para Sônia Rocha, desenvolvendo a conceituação de Varine, todos esses tipos se interpenetram e são derivações dos ecomuseus: "Assim surgem muitas denominações para as tipologias dos ecomuseus, como museu de território que também podem ser considerados museus de percurso, estas tipologias de museus têm por premissa básica a valorização do território envolvido". Na visão de Janaina Mello, "seja denominado como museu de percurso, museu de território, museu a céu aberto, o princípio ativo que move esse processo de musealização é o mesmo: utilizar-se do espaço ao ar livre, no encalço de paisagens naturais ou urbanas, edificações antigas ou mesmo espaços em ruínas ou já demolidos, praças, cujo conjunto geográfico possa comunicar de forma planejada a trajetória/historicidade de um povo". São de todo modo museus multidisciplinares, que envolvem áreas como a museologia, museografia, antropologia urbana, etnografia, arquitetura, sociologia, história, política, geografia e outras.

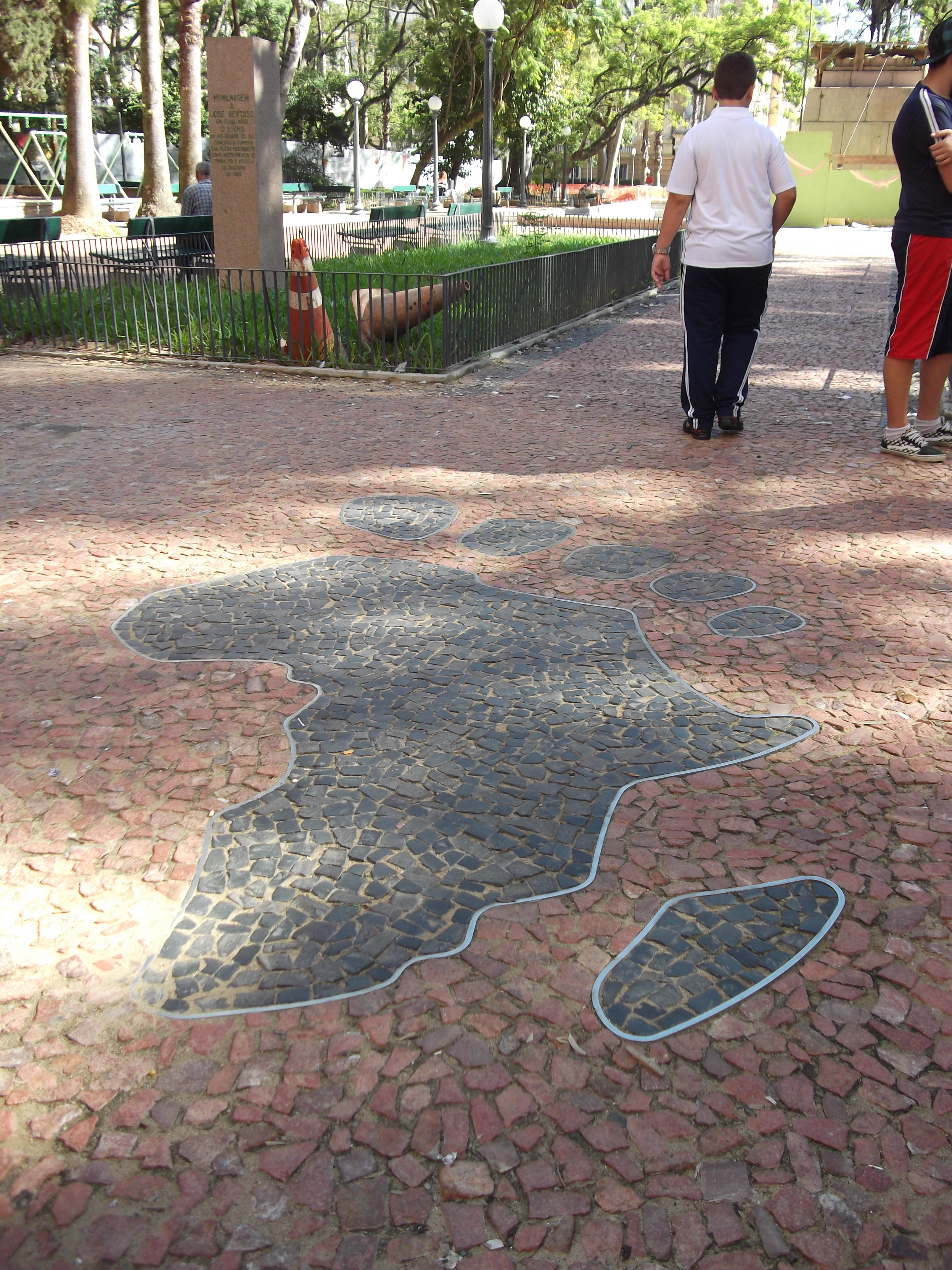
A Pegada Africana na Praça da Alfândega, um dos marcos do Museu de Percurso do Negro em Porto Alegre

De uma maneira geral, os museus de percurso são museus difusos, sendo constituídos por um conjunto disperso mas interligado de bens culturais, lugares, edificações, marcos, sítios arqueológicos, ruínas, monumentos, elementos da paisagem natural ou de paisagens modificadas pelo homem, que guardam uma coerência entre si pela sua proximidade física e histórica e seu papel de depositários de memórias associadas, e em torno dos quais é construída uma narrativa específica.
Embora acessíveis ao público em geral, muitas vezes visam primariamente as comunidades de onde são criados, fortalecendo sua identificação com o lugar e sua valorização como grupo. Os museus convencionais retiram objetos de seu ambiente original para cristalizá-los no tempo e preservá-los indefinidamente, mas os acervos dos museus de percurso, embora sejam inventariados, permanecem em seu locais de origem e continuam em pleno uso.
Entre os objetivos centrais nos museus de percurso estão trazer para primeiro plano valores e significados antes pouco percebidos ou pouco apreciados, evidenciar um elo comum e tornar compreensível organicamente informação contida em elementos dispersos, fortalecer a ligação entre os lugares e as pessoas, criar possibilidades de novas leituras dos espaços, fomentar práticas culturais específicas e afirmar identidades. Os tradicionais roteiros turísticos-culturais cumprem parte dessa função, embora de maneira menos coerente, menos sistemática e menos aprofundada.
Mário Chagas pensa que "a aplicação do conceito de museu a um espaço/cenário determinado está vinculada a uma intencionalidade representacional. [...] A musealização é uma construção voluntária, de caráter seletivo e político, vinculada a um esquema de atribuição de valores". Para Stela Maris Murta, a aquisição do conhecimento histórico é um processo contínuo que envolve a participação comunitária: "A ideia é formar uma base sólida de reconhecimento do plano interpretativo como uma rede de descobertas e de fruição da localidade para residentes e visitantes". Para Gabrielle Reis, "a tríade tradicional (edifício, coleção e público) é ampliada e passa a ser território de ação, patrimônio coletivo e comunidade de habitantes. Assim, o museu lida com o patrimônio tanto material como imaterial, em uma atuação conjunta com a sociedade, ligada ao desenvolvimento cultural e socioeconômico", e segundo Bezerra, Silva & Laurentino, baseiam-se na ideia de que a educação patrimonial se dá nas relações sociais, "articulando museu e escola viva e amorosa em relação à tessitura do homem/mulher como sujeito sempre em movimento".
Para a criação de um tal museu requerem-se ações de valorização e conservação de seus elementos, e organização de maneiras de visibilizar seu nexo através de sinalização, mapas, marcas, placas explicativas e outros modos, bem como a criação de um inventário. Geralmente é necessária também a criação de um local, como uma plataforma na internet ou um ou mais pontos físicos (pontos de memória), onde as informações sobre seus objetivos gerais e seus elementos individuais sejam reunidas e tornadas acessíveis à população. São úteis locais de descanso ao longo do trajeto ou diante de seus marcos para melhor usufruir do patrimônio. O percurso pode ser percorrido de diferentes maneiras, e com ou sem a mediação de guias especializados.
Os museus de percurso têm o potencial de serem agentes de qualificação do movimento humano em seu tempo histórico e seu lugar, de fortalecimento do direito à memória das populações, de afirmação de identidades individuais e coletivas, de reintegração de comunidades, de percepção das mudanças ao longo do tempo, de resgate de noções de pertencimento, autoestima e participação ativa das populações na construção da sua história, criando ligações entre memória, lugar, sociedade e cultura.